# The New York Times Magazine
The New York Times Magazine, é um suplemento de revista de domingo incluído na edição de domingo do The New York Times. Seu primeiro número foi publicado em 6 de setembro de 1896 e continha as primeiras fotografias já impressas no jornal. A revista apresenta artigos mais longos do que aqueles normalmente no jornal e atraiu muitos colaboradores notáveis. A revista é conhecida por sua fotografia, especialmente no que diz respeito à moda e estilo. Seus quebra-cabeças são populares desde a sua introdução.